# Maurice Thiriet
 (septembre 2014).
Si vous disposez d'ouvrages ou d'articles de référence ou si vous connaissez des sites web de qualité traitant du thème abordé ici, merci de compléter l'article en donnant les références utiles à sa vérifiabilité et en les liant à la section « Notes et références ».
Pour les articles homonymes, voir Thiriet.
Maurice Charles Thiriet est un compositeur français, né le 2 mai 1906 à Meulan (Seine-et-Oise) et mort le 28 septembre 1972 à Bracquemont (Seine-Maritime).

## Biographie
Élève de Charles Silver au Conservatoire de Paris, puis de Charles Koechlin et Roland-Manuel, il reçoit les conseils de Maurice Ravel et d'Albert Roussel. Il fait ses débuts dans la musique de film sous la direction de Maurice Jaubert et Roland Manuel en 1932-1933.
En 1939, Jacques Rouché lui ouvre les portes de l’Opéra de Paris en accueillant La Nuit vénitienne, ballet qui conquiert d’emblée Reynaldo Hahn. Mobilisé en 1940, il est fait prisonnier et envoyé au Stalag IX A. Pendant sa détention, il écrit Trois Motets, et Oedipe Roi,  oratorio donné à Paris, le 11 janvier 1942, après son retour en France, par la Chorale Yvonne Gouverné et l’Orchestre de la Société des Concerts du Conservatoire sous la direction de Charles Munch, le récitant étant Cocteau lui-même.
Au cours de l'Occupation, il cache chez lui son collègue Manuel Rosenthal. En 1943, il compose la musique du film que Pierre Billon a tiré de trois romans de La Comédie humaine d'Honoré de Balzac : Vautrin. Suit en 1946 La Précaution inutile d’après Beaumarchais à l’Opéra-Comique. Pour Roland Petit, il conçoit trois ans plus tard L’Œuf à la Coque, créé au Prince’s Theater de Londres, spirituelle pirouette musicale qui totalise 700 représentations. Ses autres partitions chorégraphiques sont : Deuil en vingt-quatre heures (1953), Héraklès (1953), grandiose ballet dramatique pour Janine Charrat, La Reine des îles (Belgrade, 1954), une aventure de Pauline Bonaparte à Saint-Domingue, Psyché (1954), Le Maure de Venise (1960) avec Serge Lifar, La Chaloupée (Copenhague, 1961) avec Roland Petit, Othello (Washington, 1964).

## Musique et cinéma
Demeuré célèbre pour ses quelque 150 illustrations cinématographiques, Thiriet cosigne avec Arthur Honegger la partition des Misérables de Raymond Bernard et collabore avec de nombreux réalisateurs : Christian-Jaque (Fanfan la Tulipe, Lucrèce Borgia), Georges Lampin (La Maison dans la dune, Crime et châtiment, La Tour, prends garde !), Marcel L'Herbier (Adrienne Lecouvreur, La Nuit fantastique), Robert Siodmak (Le Grand Jeu), Pierre Billon (L'Homme au chapeau rond, Courrier Sud, Vautrin), Terence Young (Les Collants noirs), Denys de la Patellière (Les Grandes Familles, Retour de manivelle), Jean Dréville (Les Roquevillard), Yves Allégret (Une si jolie petite plage) et surtout Marcel Carné, entre autres pour Les Enfants du paradis (avec Joseph Kosma), Thérèse Raquin et Les Visiteurs du soir.

## Œuvres
- Le Livre pour Jean - Pour orchestre symphonique et suite pour piano.
- Le Bourgeois de Falaise - Opéra-bouffe, d'après Regnard.
- La Véridique Histoire du docteur - Opéra comique
- La Locandiera - Opéra comique d'après l'œuvre de Goldoni (livret d'André Boll).
- Trois Motets, pour chœur d'hommes a cappella (Paris : Henry Lemoine et Cie, 1942)
- Œdipe-Roi - Oratorio pour chœur d'hommes et orchestre, de Jean Cocteau.
- Poème pour orchestre de chambre - Flûte, hautbois, clarinette, basson, trompette, harpe...
- Rhapsodie sur des thèmes incas - Suite symphonique pour orchestre.
- Concerto pour flûte et orchestre à cordes - Première audition le 4 février 1961 avec Jean-Pierre Rampal et l'Orchestre national de l'ORTF sous la direction de Tony Aubin.
- Introduction, chanson et ronde - Concerto pour harpe et orchestre, dédié à Lily Laskine, première audition 20 février 1939, avec Lily Laskine en soliste, orchestre sous la direction de Manuel Rosenthal.
- Suite française d'après Couperin[Qui ?] - Pour orchestre.
- Danseries françaises pour cordes.
- Cinq portraits d'enfants - Suite pour orchestre.
- Suite en trio - Pour flûte, alto et harpe, première audition en octobre 1955, avec Lily Laskine, Roger Bourdin et Colette Lequien.
- Lais et Virelais - Pour hautbois, clarinette et basson, première audition en avril 1956 par le Trio d'anches René Daraux.
- Trois Fables de La Fontaine pour chœur à 4 voix d'enfants et plus (Le Héron, Le Coche et la Mouche, Les Grenouilles qui demandent un Roi). 1959.
- La Nigérienne

## Ballets
- 1938 : La Nuit vénitienne
- 1942 : Noire et Blanche
- 1946 : La Précaution inutile
- 1949 : L'Œuf à la coque
- 1953 : Les Yeux de l'amour et du placard
- 1953 : Héraclès
- 1953 : Deuil en 24 heures
- 1955 : La Chambre noire
- 1955 : La Reine des Iles
- 1958 : Le Maure de Venise
- 1959 : Atout cœur[5]
- 1959 : Bonaparte à Nice
- 1960 : Les Amants de Mayerling
- 1960 : La Chaloupée
- 1964 : Othello
- 1968 : La Dame blanche du cirque
- 1969 : A... comme arabesque

## Théâtre
Musique de scène
- 1947 : La Descente aux enfers de Madame Simone, mise en scène Georges Douking, Théâtre Pigalle
- 1969 : Oedipe-roi de Jean Cocteau, mise en scène Jean Marais, Théâtre le l'Alliance française

## Iconographie
Un portrait de Maurice Thiriet dessiné par Roger Guit est conservé au musée Carnavalet à Paris.

### Bases de données
- Notices d'autorité :   - VIAF
  - ISNI
  - BnF (données)
  - IdRef
  - LCCN
  - GND
  - Italie
  - Espagne
  - Belgique
  - Pays-Bas
  - Pologne
  - Israël
  - NUKAT
  - Tchéquie
  - WorldCat
- Ressources relatives à la musique :   - Carnegie Hall
  - Discogs
  - Grove Music Online
  - MusicBrainz
  - Muziekweb
- Ressources relatives à l'audiovisuel :   - AllMovie
  - Allociné
  - Filmportal
  - IMDb